# Нигола (Сондрио)
Нигола је насеље у Италији у округу Сондрио, региону Ломбардија.
Према процени из 2011. у насељу је живело 91 становника. Насеље се налази на надморској висини од 359 м.